# World Professional Association for Transgender Health
La World Professional Association for Transgender Health (WPATH) è un'organizzazione internazionale dedicata alla promozione della salute delle persone transgender e non binarie. Fondata nel 1979, WPATH si occupa di sviluppare linee guida e promuovere la ricerca per migliorare l'accesso a cure sicure e competenti per le persone con disforia di genere.

## Missione e attività
La missione di WPATH è quella di fornire standard di eccellenza per l'assistenza sanitaria transgender, promuovendo la ricerca, l'istruzione e l'etica professionale. L'organizzazione è più conosciuta per gli Standards of Care, un documento periodicamente aggiornato che fornisce linee guida basate sull'evidenza per il trattamento delle persone transgender e non binarie.

## Standards of Care
Gli Standards of Care (SOC) rappresentano il documento centrale di WPATH. Pubblicato per la prima volta nel 1979, viene aggiornato regolarmente per riflettere i progressi nella ricerca scientifica e nei migliori approcci clinici. Gli SOC includono raccomandazioni sull'uso di bloccanti della pubertà, terapia ormonale sostitutiva e interventi chirurgici di affermazione del genere.

## Struttura e governance
WPATH è gestita da un consiglio di amministrazione internazionale composto da esperti nel campo della salute transgender, inclusi medici, psicologi e ricercatori. L'organizzazione ospita regolarmente conferenze internazionali per favorire lo scambio di conoscenze tra professionisti della salute.

## Riconoscimenti e influenza
WPATH è ampiamente riconosciuta come l'autorità principale nella definizione di standard per la cura delle persone transgender. Le sue linee guida sono adottate in numerosi paesi e hanno avuto un impatto significativo sulla legislazione e sulle politiche sanitarie a livello globale.